# Comuna Olhîne, Hornostaiivka
Olhîne (în ucraineană Ольгине) este o comună în raionul Hornostaiivka, regiunea Herson, Ucraina, formată din satele Kociubeiivka și Olhîne (reședința).

## Demografie
Componența lingvistică a comunei Olhîne
     Ucraineană (93,14%)
     Rusă (5,7%)
     Alte limbi (0,45%)
Conform recensământului din 2001, majoritatea populației comunei Olhîne era vorbitoare de ucraineană (93,14%), existând în minoritate și vorbitori de rusă (5,7%).